# Evacuazione del Trentino e del Litorale austriaco

Mappa del Trentino

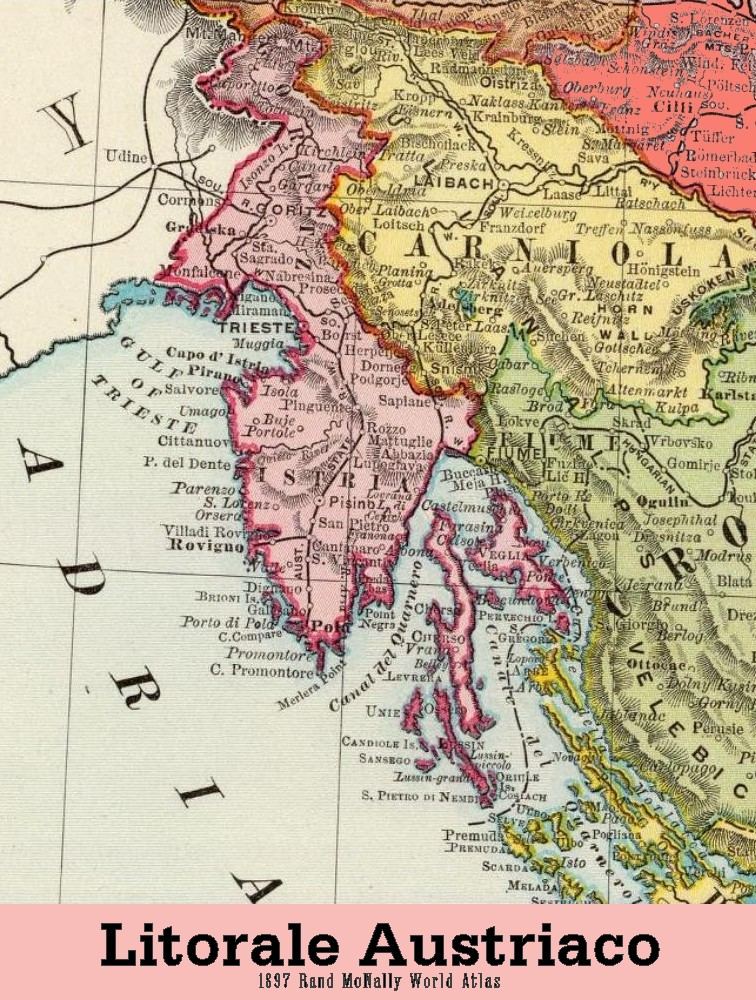
Il Litorale austriaco (segnato in rosa) nel 1897

Nei giorni precedenti al 23 maggio 1915, data della dichiarazione di guerra da parte dell'Italia, i comandi militari austriaci e il Ministero dell'interno fecero scattare il piano di evacuazione del Trentino e del Litorale austriaco, predisposto già da mesi. Per quanto riguarda il Litorale, le aree da sgomberare erano quelle lungo la linea di difesa dell'Isonzo e del Carso, e la zona di Pola, piazzaforte della marina asburgica.

## Esecuzione dell'evacuazione
Il piano prevedeva inizialmente l'evacuazione di 40.000 persone dal Trentino (di cui 10.000 di lingua tedesca) e di 30.000 dal Litorale austriaco (5.000 del gruppo tedesco e 25.000 tra gli appartenenti ai gruppi italiani, sloveni e croati), di cui 18.000 da Pola e 12.000 da Trieste e dall'Isontino. Nel corso del conflitto il numero aumentò fino a raggiungere le 230.000 unità. Le fonti concordano nell'indicare in 70.000 il numero degli sfollati trentini nel corso della Grande Guerra. Qui ci soffermeremo sugli spostamenti di popolazioni dal Litorale, in particolare dalle città di Pola, Gorizia e Trieste.
- La città di Pola vide una prima evacuazione forzata di 26.000 persone nell'estate del 1914. In quel caso gli sfollati furono dislocati nell'Istria interna e a Trieste. I polesani rientrarono in città dopo qualche mese.[6] Nel maggio 1915, alla dichiarazione di guerra da parte dell'Italia, la città fu evacuata nuovamente. L'ordine di evacuazione, che riguardava le persone che non possedessero viveri sufficienti per almeno sei mesi o che non appartenessero alle categorie ritenute indispensabili al funzionamento della piazzaforte, fu emanato il 17 maggio ed esteso alle città di Rovigno e Dignano il 23 maggio.[1][7] Il piano iniziale prevedeva che gli sfollati venissero destinati all'Istria settentrionale, ma viste le difficoltà logistiche, il 23 maggio le autorità austriache decretarono si dovesse procedere al trasferimento forzoso in Stiria di circa 40.000 persone dall'Istria meridionale. Alla base di questi trasferimenti non vi fu solo la preoccupazione per l'incolumità della popolazione civile, ma anche la necessità strategica di garantire libertà di manovra alle forze militari. L'evacuazione riguardò sia gli italiani che i croati della zona, in quanto la discriminante tra chi doveva partire e chi poteva restare era di ordine socioeconomico e non nazionale.[8]
- Nell'isontino le prime evacuazioni cominciarono il 22 maggio e riguardarono le località ai piedi del Carso e alcune zone dell'alto Isonzo. Per Gorizia e Monfalcone inizialmente non fu emesso alcun ordine di evacuazione, ma a metà giugno la popolazione di Gorizia (poco meno di 30.000 abitanti), tra richiami alle armi, rimpatri di regnicoli e fughe verso l'hinterland, si era già dimezzata.[9] Durante il corso della guerra la popolazione di Gorizia ebbe un andamento oscillante, a seconda dell'andamento delle operazioni belliche. Dopo la quarta battaglia dell'Isonzo (novembre 1915), in seguito ai bombardamenti dell'artiglieria italiana che l'avevano quasi completamente rasa al suolo, la città era stata quasi completamente abbandonata e la sua popolazione si era ridotta a 5.000 abitanti. Durante l'inverno gli abitanti risalirono fino a 12.000.[10] Nell'agosto del 1916, all'avvicinarsi delle truppe italiane, gran parte della popolazione abbandonò spontaneamente e caoticamente la città. L'ordine di evacuazione ufficiale fu diramato solo l'8 agosto. Quando le truppe italiane entrarono a Gorizia, in città erano rimaste poco più di 3.000 persone.[11] Dopo la disfatta di Caporetto, gli italiani evacuarono completamente la città. Nei mesi successivi i profughi cominciarono a rientrare un po' alla volta dall'Austria. Nell'autunno del 1918, all'ingresso delle truppe italiane, la popolazione era risalita a circa 8.000 abitanti.[12] Complessivamente i profughi provenienti dall'Isontino in Austria furono poco meno di 100.000.[13]
- La città di Trieste e il suo circondario[14], durante le operazioni belliche, passarono da circa 240.000 a circa 150.000 abitanti anche a causa della partenza per il fronte di 32.000 coscritti[15] e del rimpatrio di circa 35.000 "regnicoli".[16][17] Numerosi funzionari statali furono trasferiti in Austria e molte aziende trasferirono in Austria la propria attività, costringendo gli impiegati e gli operai a seguirle.[18] I profughi che abbandonarono Trieste e il suo circondario sono stimati in circa 10-20.000.[13]

Oltre alle evacuazioni, le autorità austriache predisposero anche l'arresto, l'internamento o il rimpatrio di regnicoli o cittadini austriaci ritenuti sospetti per le loro posizioni irredentiste o comunque filoitaliane. Per quanto riguarda il Litorale, nella primavera del 1915 i regnicoli internati o confinati furono almeno 5.000, quelli rimpatriati almeno 10.000. I cittadini austriaci di nazionalità italiana internati o confinati furono poco meno di 1.000.
Non meno importante fu il flusso di sfollati verso l'Italia, che interessò soprattutto le zone di operazioni militari del Collio, di Gradisca e di Monfalcone. Circa 50.000 profughi del Litorale e 30.000 profughi del Trentino furono sistemati in varie località della penisola. Tra questi anche circa 13.000 sloveni, residenti soprattutto nella zona di Caporetto e del Collio. Le autorità italiane effettuarono numerosi arresti tra gli sfollati, soprattutto tra il clero e gli insegnanti, considerati come possibili nemici dell'Italia e avviarono all'internamento o al confino circa 4.000 persone, in gran parte in Sardegna.
Complessivamente durante la Grande Guerra furono dislocati nelle province continentali dell'Impero austro-ungarico quasi 230.000 civili provenienti dalle zone a ridosso del fronte italiano. Circa 70.000 erano italiani del Trentino, 80.000 erano italiani dell'Isontino e dell'Istria, 65.000 erano sloveni dell'Isontino e del Carso, 10.000 erano croati dell'Istria e 5.000 erano indicati genericamente come "sloveni o croati". Diverse decine di migliaia di questi furono collocate - per periodi di tempo che potevano andare da pochi mesi fino all'intera durata della guerra - in campi come quelli di Wagna, Pottendorf, Steinklamm, Bruck a.d. Leitha ecc. I dati ricavati dai registri dei profughi che ricevevano l'assistenza statale fotografano la seguente situazione al 1 gennaio 1918:
- Campo di Mitterndorf: 9.170 profughi, di cui 8.899 italiani.
- Campo di Pottendorf: 4.382 profughi, di cui 4.382 italiani.
- Campo di Bruck an der Leitha: 4834 profughi, di cui 4.827 sloveni.
- Campo di Steinklamm: 4.377 profughi, di cui 1.108 sloveni e 3.238 croati.
- Campo di Mistelbach: 900 profughi, di cui 900 italiani.
- Campo di Braunau: 5.697 profughi, di cui 5.686 italiani.
- Campo di Wagna: 11.574 profughi, di cui 10.700 italiani e 850 sloveni.

Nel leggere questi dati, bisogna tener conto che nel gennaio 1918 molti profughi avevano già abbandonato i campi per tornare ai loro paesi, oppure avevano trovato sistemazione nelle località prossime ai campi. In particolare, il campo di Wagna raggiunse due picchi di popolazione, rispettivamente nell'autunno del 1915 (quando al suo interno si trovavano 21.000 profughi italiani provenienti dall'istria e dall'isontino) e nell'autunno del 1916, quando al suo interno si trovavano poco più di 18.000 profughi, di cui circa 17.000 italiani (provenienti dall'Istria e dall'Isontino) e 1.600 sloveni (provenienti da Gorizia). A causa delle frequesti epidemie di tifo e colera, favorite dal sovraffollamento e dalla sottoalimentazione, nei vari campi profughi sopra elencati si registrò un alto tasso di mortalità, soprattutto tra i vecchi e i bambini. Va infine ricordato che furono complessivamente circa mezzo milione i profughi e gli sfollati (italiani, sloveni, croati, rumeni, ucraini, polacchi, ecc.) all'interno dell'Impero austroungarico.